# Слокам, Генри
Генри Уорнер Слокам (англ. Henry Warner Slocum; 24 сентября 1827 — 14 апреля 1894) — американский генерал, участник Гражданской войны на стороне Союза, впоследствии служил в Палате представителей представителем от Нью-Йорка. Во время войны он был одним из самых молодых генерал-майоров в армии, принимал участие во многих сражениях на Востоке, а также в Джорджии и в Каролине. Часто подвергался критике за нерешительность и медлительность во время сражения при Геттисберге, которая принесла ему прозвище «Медлитель» (Slow Come).

## Происхождение
Генри Слокам вёл своё происхождение от Энтони Слокомба (Slocombe), который родился около Таунтона, в английском Сомерсетшире, в 1590 году. Он переехал в Америку и в 1637 году стал одним из первых поселенцев городка Тонтон в колонии Новый Плимут (на территории современного штата Массачусетс). Здесь же его фамилия впервые была записана как Slocum. Впоследствии он продал все свои владения, переехал в Каролину, где и умер в Идентоне в возрасте 101 года. Его сыном был Джилс, сыном Джилса — Элеазер, его сыном — Бенджамин, его сыном — Джон, его сыном — Бенджамин, у которого от брака с Элизабет Когсшолл родился сын Мэтью Барнард. Он родился в 1788 году в огайском городке Мариетта, затем переехал в штат Нью-Йорк, где 9 апреля 1814 года женился на Мэри Острандер. Он жил в Олбани до 1817 года, после чего переехал в Делфай-Фолс. В его семье было 11 детей, из них 6 мальчики. Его сын Джон Острандер Слокам (род. 1820) изучал медицину и в годы Гражданской войны стал военным врачом. Шестым ребёнком в семье и пятым из шести сыновей стал Генри Слокам.

## Ранние годы
Слокам родился в Делфай-Фолс, небольшом селении в округе Онондага, штат Нью-Йорк. Он окончил семинарию Казеновия и работал учителем. В 1848 году он поступил в академию Вест-Пойнт, где учился хорошо, окончив академию в выпуске 1852 года, 7-м по успеваемости из 43-х кадетов, то есть, даже с лучшим результатом, чем его сосед по комнате, Филипп Шеридан. 1 июля 1852 года он был определён вторым лейтенантом в 1-й артиллерийский полк и служил во Флориде во время Третьей семинольской войны, а затем в форте Молтри в Чарльстонской гавани. В 1854 году он женился на Кларе Райс. 3 марта 1855 года был повышен до первого лейтенанта. 31 октября 1856 года Слокам уволился из армии и поселился в Сиракузах (Нью-Йорк).
Ещё в армии он начал изучать право. В 1858 году он сдал квалификационный экзамен и начал юридическую практику в Сиракузах. Он так же служил казначеем округа и был избран в ассамблею штата в 1859 году. В это же время он служил инструктором по артиллерии при нью-йоркском ополчении.

## Гражданская война
После начала гражданской войны Слокам был определён полковником в 27-й Нью-Йоркский пехотный полк, набранный в Элмайре (Нью-Йорк). Слокам командовал этим полком в дивизии Дэвида Хантера во время первого сражения при Булл-Ран, где полк потерял 130 человек и сам Слокам был ранен в бедро. В августе 1861 года он был повышен до бригадного генерала Добровольческой армии, а когда в октябре были сформированы дивизии Потомакской армии, Слокам стал командовать 2-й бригадой в дивизии Уильяма Франклина. Она состояла из четырёх пехотных полков:
- 5-й Мэнский пехотный полк[англ.], полк. Натаниель Джексон
- 16-й Нью-Йоркский пехотный полк, полк. Томас Дэвис
- 26-й Нью-Йоркский пехотный полк, полк. Уильям Кристиан
- 27-й Нью-Йоркский пехотный полк, полк. Джозеф Бартлетт

Эта дивизия приняла участие в кампании на Полуострове, где Слокам лично проявил себя в сражении при Гейнс-Милл.
25 июля 1862 года Слокаму присвоили звание генерал-майора Добровольческой армии, и он стал вторым из самых молодых офицеров армии, имеющих это звание. Командуя 1-й дивизией, он прикрывал отступление генерал-майора Джона Поупа после разгрома во втором сражении при Бул-Ране. Во время сражения у Южной Горы дивизия штурмовала ущелье Крэмптона. В сражении при Энтитеме дивизия Слокама находилась в резерве («последний резерв последней армии республики») и не принимала участия в сражении.
В сражении при Энтитеме погиб Джозеф Мансфилд, командир XII корпуса, поэтому 20 октября 1862 года Слокаму поручили командование этим корпусом. Первым сражением в этой новой должности стало сражение при Фредериксберге, но Слокаму повезло: он прибыл слишком поздно и не успел принять участия в том неудачном сражении.
В сражении при Чанселорсвилле ему досталась важная роль: он командовал всем правым крылом армии, которое состояло из его корпуса и корпусов Мида и Ховарда, всего 46 000 человек. Этой группировке предстояло выйти в тыл Северовирджинской армии генерала Ли. Слокам неплохо управлял корпусами и смог выйти на указанную позицию, и готов был атаковать идущую на перехват армию противника, но главнокомандующий генерал Джозеф Хукер приказал перейти к обороне. Слокам был недоволен этим решением, публично критиковал Хукера и был одним из тех, кто предлагал отстранить Хукера от командования.
Когда Хукер был отстранен от командования Потомакской армией, то Слокам, один из самых старших по званию офицеров, имел все шансы стать его преемником. Но этого не произошло, и выбран был генерал Мид.

### Геттисберг
После сражения под Геттисбергом Слокама часто критиковали за медлительность. Его корпус слишком медленно двигался к полю боя, так что генерал даже получил прозвище «Slow Come» — «медленно приходящий».
Ночь на 1 июля корпус провел в Литтлтауне. Утром 1 июля 1863 года XII корпус остановился на балтиморском шоссе, в пяти милях от поля боя. Где-то между 13:30 и 14:00 он получил сообщение от генерала Ховарда с требованием немедленно явиться на усиление армии под Геттисбергом. Позже Слокам утверждал, что не знал о начале сражения потому что из-за неровностей ландшафта не слышал звуков боя. Однако офицеры его штаба сообщали, что около 13:00 они слышали выстрелы орудий и звуки мушкетной стрельбы и видели над холмами дымы и разрывы снарядов. В любом случае получение письма от Ховарда само по себе было достаточным аргументом.
В это время два корпуса Ховарда попали в тяжёлое положение под Геттисбергом, генералы просили подкреплений, но Ховард, судя по его рапорту, отвечал: «Держитесь, если возможно, в любой момент может прийти Слокам».
В 16:00 Ховард снова послал адъютанта к Слокаму:

Тогда я отправил майора Ховарда, моего адъютанта, к генералу Слокаму, чтобы сообщить ему положение вещей, с просьбой послать одну из его дивизий налево, а другую направо от Геттисберга, а также лично явиться на Кладбищенский Холм. Он встретил генерала на балтиморской дороге, около мили от Геттисберга, и тот ответил, что уже приказал отправить дивизию направо, и что пошлет другую налево, как запрошено, но он не собирается являться лично и брать на себя ответственность за сражение. Справедливости ради я хочу сказать, что позже он говорил, что изначально был против того, чтобы начинать генеральное сражение на этом месте.
Оригинальный текст (англ.)– I now dispatched Major Howard, my aide-de-camp, to General Slocum, to inform him of the state of affairs, requesting him to send one of his divisions to the left, the other to the right, of Gettysburg, and that he would come in person to Cemetery Hill. He met the general on the Baltimore pike, about a mile from Gettysburg, who replied that he had already ordered a division to the right, and that he would send another to cover the left, as requested, but that he did not wish to come up in person to the front and take the responsibility of that fight. Injustice to General Slocum, I desire to say that he afterward expressed the opinion that it was against the wish of the commanding general to bring on a general engagement at that point. 
— Рапорт Ховарда
Есть предположения, что Слокам стремился выполнить инструкции Джорджа Мида, который планировал занять оборону по реке Пайп-Крик, и не ввязываться в решающее сражение под Геттисбергом. С другой стороны, Мид доверил генералу Джону Рейнольдсу самостоятельно принимать решение о том, как поступить под Геттисбергом. На тот момент Рейнольдс был уже убит, но Слокам этого не знал.
В итоге потребовалось ещё три письма от Ховарда, прежде чем Слокам двинул вперед свои дивизии.
Как старший по званию, Слокам командовал армией около шести часов в тот день, до тех пор, как около полуночи не появился генерал Мид. Мид решил провести атаку с Поверс-Хилл против левого фланга противника, и эту атаку должен был возглавить Слокам, которому поручались V и XII корпуса. Слокам не поддержал этот план, сославшись на неудобства ландшафта. Однако до конца сражения он оставался в должности командира правого фланга, назначив Альфеуса Уильямса командиров своего XII корпуса.
2 июля, когда Мид приказал перебросить XII корпус на левый фланг для отражения атаки Лонгстрита, Слокам посоветовал оставить одну бригаду на холме Калпс-Хилл. Это решение спасло правый фланг: оставленная бригада (Джорджа Грина) сумела отразить атаку противника и удержать холм.

### Западный театр
После Геттисберга XI и XII корпуса были направлены в Теннесси, под командование Джозефа Хукера. Узнав, что его направляют в подчинение Хукеру, Слокам подал президенту два прошения об отставке, высказывая своё категоричное мнение о Хукере как об офицере и джентльмене. Линкольн не утвердил отставку, но уверил Слокама, что тот не будет в подчинении у Хукера. Было принято компромиссное решение: одну дивизию поручили Слокаму и направили её к железной дороге Нэшвилл-Чаттануга, а остальные дивизии передали Хукеру. Летом 1864 году Слокам командовал округом Виксберг и XVII корпусом департамента Теннесси.
Во время Атлантской кампании Шерман поручил Слокаму командовать XX корпусом.
Когда 2 сентября пала Атланта, корпус Слокама первым вступил в город.
В начале Франклин-нэшвиллской кампании Шерман поручил Слокаму командовать отрядом в 12 000 человек в Атланте, а сам отправился преследовать армию Джона Худа. Позже Шерман сформировал Армию Джорджии (из сил XX корпуса и XIV корпуса из Кумберлендской армии) и поручил её Слокаму. Эта армия являлась правым флангом Шермана во время его марша к Морю и Каролинской кампании. Другим крылом, состоящим из XV и XVII корпусов, командовал Оливер Ховард. Когда северяне вошли в Саванну, Слокам обратил внимание Шермана на корпус генерала-южанина Уильяма Харди, которому можно было легко перерезать пути к отступлению. Но Шерман не принял план Слокама и Харди сумел избегнуть окружения, что впоследствии привело к сражению при Бентонвилле.
Во время Каролинской кампании армия Слокама была задействована в сражении при Эвересборо и при Бентонвилле. Под Бентонвиллем он попал под неожиданную атаку Джозефа Джонстона и не сразу оценил масштабы опасности. Джонстон не смог разбить Слокама, но и Слокам не смог окружить и уничтожить армию Джонстона, хотя имел на это все шансы.
Он уволился из армии 28 сентября 1865 года.

## Послевоенная деятельность

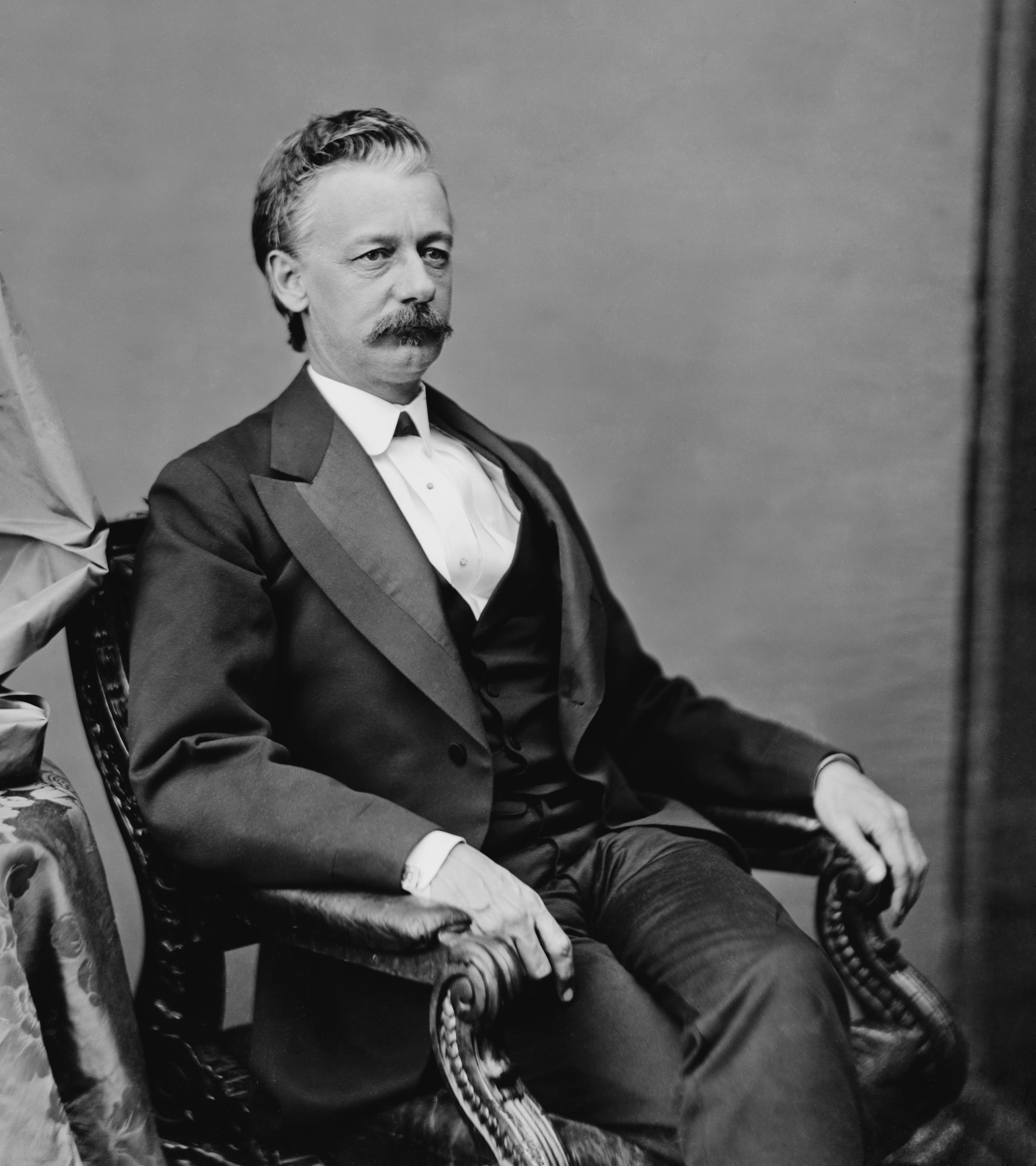
Послевоенная фотография Слокама

После войны Слокам отклонил предложение остаться в армии США в звании полковника регулярной армии и вернулся к работе юриста. Он был избран представителем от демократов в 41-й и 42-й Конгрессы (4 марта 1869 — 3 марта 1873). В Конгрессе он добивался реабилитации генерала Фицджона Портера, осужденного после Второго сражения при Бул-Ране. После работы в Конгрессе он снова работал юристом в Сиракузах. В 1876 его назначили президентом департамента городских работ в Бруклине, и он участвовал во многих городских проектах, в том числе имел отношение к постройке Бруклинского моста — сейчас его имя выгравировано на бронзовой табличке на мосту. В 1882 его снова избрали в 48-й Конгресс (4 марта 1883 — 3 марта 1885).
Слокам умер в Бруклине и был похоронен на кладбище Гринвуд, там же, где и генерал Портер.